# Carolina Loureiro
Carolina Loureiro (Pombal, Guia, 23 de Junho de 1992) é uma atriz e apresentadora portuguesa, mais conhecida por interpretar Nazaré Gomes na novela Nazaré, da SIC.

## Biografia
Carolina Silva Loureiro, nasceu em Pombal, no dia 23 de junho 1992. Viveu na freguesia da Guia, pertencente ao mesmo concelho até aos 17 anos. É filha de um empresário e de sua mulher, uma educadora de infância, tendo os seus pais se separado quando a atriz tinha 19 anos.
Mudou-se para Lisboa aos 17 anos, em busca de realizar o sonho da representação. Estreou-se como atriz em 2011, na série juvenil Morangos com Açúcar, transmitida pela TVI. No mesmo canal, integrou o elenco de Mundo ao Contrário, em 2013.
Em 2015 é contratada pela SIC, para protagonizar a série da SIC Radical, Aposta que Amas. Desde então tem sido uma das caras mais ativas do canal, reforçando diversos projetos nas áreas da ficção e entretenimento.
Estreia-se como apresentadora em 2016, no programa semanal da SIC, Fama Show, onde se manteve até 2020.
Em 2019, protagonizou na SIC a novela Nazaré, que foi líder absoluta de audiências e uma das mais vistas de sempre em Portugal, no papel de "Nazaré Gomes Blanco".  É desde 2020 uma das juradas do programa A Máscara. Em 2022, ingressou  no elenco da novela Lua de Mel da SIC, novamente como Nazaré Gomes. Nos anos seguintes, integrou o elenco de várias produções de ficção da estação do Grupo Impresa, como, por exemplo Papel Principal (2023/2024) ou O Clube (2024/2025).
Tem mais de meio milhão de seguidores nas redes sociais.
Vida pessoal
Entre 2015 e 2017, namorou com o ator e cantor David Carreira.
Namorou com o cantor brasileiro Vitor Kley, mas no início de 2022 eles oficializaram o fim do namoro.

## Filmografia

### Televisão
| Ano         | Projeto                       | Papel                   | Notas                                                         | Canal |
| ----------- | ----------------------------- | ----------------------- | ------------------------------------------------------------- | ----- |
| 2011 - 2012 | Morangos com Açúcar           | Sara Reis               | Elenco Principal                                              | TVI   |
| 2013        | Mundo ao Contrário            | Maria Jardim Malta      | Elenco Principal                                              | TVI   |
| 2014        | O Beijo do Escorpião          | Natacha                 | Elenco Adicional                                              | TVI   |
| 2015        | Aposta que Amas               | Matilde                 | Protagonista                                                  | SIC   |
| 2016 - 2020 | Fama Show                     | Ela Própria             | Apresentadora                                                 | SIC   |
| 2019 - 2021 | Nazaré                        | Nazaré Gomes Blanco     | Protagonista                                                  | SIC   |
| 2020        | Nazaré: Especial de Natal     | Nazaré Gomes Blanco     | Protagonista                                                  | SIC   |
| 2020        | A Máscara (1.ª edição)        | Ela Própria             | Investigadora                                                 | SIC   |
| 2020        | Domingão Especial Nazaré      | Ela Própria             | Apresentadora                                                 | SIC   |
| 2021        | A Máscara (2.ª edição)        | Ela Própria             | Investigadora                                                 | SIC   |
| 2021        | Estamos em Casa               | Ela Própria             | Apresentadora                                                 | SIC   |
| 2021        | A Lista                       | Patrícia Pereira "Paty" | Protagonista (OPTO)                                           | SIC   |
| 2021        | A Máscara (3.ª edição)        | Ela Própria             | Investigadora                                                 | SIC   |
| 2022        | Lua de Mel                    | Nazaré Gomes Blanco     | Protagonista                                                  | SIC   |
| 2022        | Festival da Comida Continente | Ela Própria             | Apresentadora                                                 | SIC   |
| 2022        | O Pai Tirano                  | Maria Graça «Gracinha»  | Protagonista (OPTO)                                           | SIC   |
| 2023 - 2024 | Papel Principal               | Gabriela Santos         | Elenco Principal                                              | SIC   |
| 2024        | A Máscara (4.ª edição)        | Ela Própria             | Investigadora                                                 | SIC   |
| 2024        | Especial Rock in Rio          | Ela Própria             | Apresentadora, ao lado de Andreia Rodrigues e Ricardo Pereira | SIC   |
| 2025        | A Máscara (5.ª edição)        | Ela Própria             | Investigadora                                                 | SIC   |
| 2025        | O Clube (6.ª temporada)       | Sara                    | Protagonista (OPTO)                                           | SIC   |
| 2025        | O Clube (7ª temporada)        | Sara                    | Protagonista (OPTO)                                           | SIC   |
| 2025 - 2026 | Vitória                       | Alice Nobre             | Elenco Principal                                              | SIC   |

## Prémios
Troféus de Televisão TV 7 Dias/Impala
| Ano  | Prémio                        | Resultado |
| ---- | ----------------------------- | --------- |
| 2021 | Telenovelas - Atriz Principal | Indicado  |